# Dola de Jong
Dola de Jong (n. 10 octombrie 1911, Arnhem, Gelderland, Țările de Jos – d. 19 noiembrie 2003, Laguna Woods⁠(d), California, SUA) a fost o scriitoare neerlandezo-americană.

## Biografie
S-a născut la Arnhem, cu numele de Dorothea Rosalie de Jong, în familia lui Salomo Louis de Jong și a Lottei Rosalie Benjamin. Ea a devenit reporter la ziarul Nieuwe Arnhemsche Courant, deși se gândea să devină balerină. Când ziarul a dat faliment, s-a mutat la Amsterdam, unde a lucrat în paralel ca balerină, scriitoare și reporter, printre altele, la ziarul De Telegraaf.
De Jong a părăsit Țările de Jos în 1940 de frica invaziei naziste. Tatăl ei, mama vitregă și un frate, pe care nu i-a putut convinge să plece cu ea, au fost uciși de naziști. A plecat la Tanger, Maroc și s-a căsătorit acolo, imigrând în Statele Unite ale Americii, împreună cu soțul ei, în 1941. Mai târziu, ea a divorțat de el și, ulterior, s-a recăsătorit. Romanul ei despre refugiații de război En de akker is de wereld („Și câmpul este lumea”) (1946), inspirat de șederea ei în Maroc, i-a adus Premiul pentru literatură al orașului Amsterdam. Acest roman a fost republicat în 1979, sub titlul „The Field”. Ea a devenit cetățean american în 1947. Cartea De thuiswacht (titlul englezesc The Tree and the Vine, 1954) urmărește un cuplu de lesbiene în timpul celui de-al Doilea Război Mondial și este probabil cea mai cunoscută scriere a ei în afară de romanele polițiste. A fost republicată în 1996 de către editura Feminist Press. În 1963 ea a fost nominalizată la Premiul Edgar Allan Poe pentru The House on Charlton Street și a câștigat acest premiu în 1964 pentru The Whirligig of Time. În 1970 s-a întors în Țările de Jos, dar a revenit în 1978 la New York. Cinci ani mai târziu, a absolvit studii de psihologie și literatură la Empire State College, la vârsta de 72 de ani, și a predat apoi acolo cursuri de scriere creativă. A murit în anul 2003 în localitatea Laguna Woods, California.

## Cărți
- 1933 - Pieter loopt een blauwtje (cu Mies Moussault), ilustrații de Co Enter
- 1936 sau 1938 - Tussen huis en horizon (tradus ca Between home and horizon, 1962), ilustrații de Rie Reinderhoff
- 1939 - Dans om het hart
- 1939 - Gastvrouw in het groot, ilustrații de Rie Reinderhoff
- 1939 - Van Klaas Vaak en zijn brave zandkaboutertjes (tradus ca Sand for the sandmen, 1946), ilustrații de Phiny Dick
- 1940? - En de akker is de wereld (tradus ca And the field is the world, 1945)
- 1940 sau 1942 - Knikkernik, Knakkernak en Knokkernok (tradus ca Nikkernik, Nakkernak and Nokkernok, 1942), ilustrații de Marten Toonder
- 1941 - Burgemeester Jan, ilustrații de Uschi
- 1943 - The level land, ilustrații de Jan Hoowij
- 1946 - The picture story of Holland, ilustrații de Gerard Hordyk
- 1947 - Return to the level land, ilustrații de Jane Castle
- 1954 - De thuiswacht (tradus ca The tree and the vine, 1961, ISBN 0818401435, in het Nederlands herdrukt in 2017, ISBN 978-90-5936-714-2)
- 1960 - By marvelous agreement (tradus ca Begin maar opnieuw, 1961)
- 1962 - The house on Charlton Street (tradus ca Het geheimzinnige huis, 1962, ISBN 9021600242)
- 1963 - One summer's secret (tradus ca De ander en jezelf, 1963)
- 1964 - The whirligig of time (tradus ca De draaitol van de tijd, 1964)